# Отуэй, Томас
Томас О́туэй (Отвей, англ. Thomas Otway; 1651—1685) — английский поэт и драматург.
Вырос в семье пастора, учился в Винчестерском колледже и Оксфордском университете. В 1670 году безуспешно дебютировал в театра «Линкольне Инн Филдс» (Лондон), после чего занялся драматургией.
Своим характером и судьбой Отуэй напоминает одного из драматургов, предшествовавших Шекспиру, — талантливого Роберта Грина. Подобно Грину, он был и актёром, и весьма популярным драматическим писателем, получал хорошие деньги, но немедленно тратил их в веселой компании таких же гуляк, как он сам. Вечное чередование излишества и бедности сократило его жизнь; он умер 34 лет. Таким же беспутным характером отличается и его литературная деятельность. Вечно нуждаясь в деньгах, он писал с судорожной поспешностью, не думая ни о художественной обработке своих пьес, ни о своей репутации, как писателя. Первой пьесой Отвея, обратившей на него внимание публики, была его трагедия «Дон Карлос» (1676), сюжет которой он заимствовал, как впоследствии и Ф. Шиллер, из исторической повести аббата Сен-Реаля. Пьеса написана в грандиозном стиле трагедий У. Шекспира и имела немалый успех на сцене. Ещё более подражание Шекспиру заметно в трагедии «Кай Марий», где встречаются целые тирады, навеянные Ромео и Джульеттой. Лучшей пьесой Отуэя считается трагедия «Спасенная Венеция», сюжет которой тоже заимствован из романа Сен-Реаля. Пьеса изобилует эффектными сценами и прекрасно очерченными характерами, свидетельствующими о несомненной талантливости автора, но, взятая в целом, не выдерживает строгой критики. Тоже можно сказать и о трагедии «Сирота или несчастный брак» (The Orphan or the unhappy Marriage), в которой роль Монимии написана для знаменитой актрисы Элизабет Барри (Отуэй долго пылал к ней неразделенной страстью). Роль героини и стихи, которые автор влагает ей в уста, не оставляют желать ничего лучшего в поэтическом отношении и позволяют угадывать, чем мог бы быть Отуэй, если бы его жизнь сложилась иначе.

## Пьесы
- трагедия «Алкивиад» (1675, театр «Дорсет Гарден», Лондон)
- трагедия «Дон Карлос» (по Сен-Реалю, 1676, «Дорсет Гарден»)
- комедия «Модная дружба» (1678, «Дорсет Гарден»)
- «История и падение Каюса Мариуса» (1679, «Дорсет Гарден»)
- «Счастье солдата» (1680, «Дорсет Гарден»)
- «Атеист» (1683, «Друри-Лейн»)
- трагедия «Сирота, или Несчастное замужество» (1680, «Дорсет Гарден»)
- «Спасённая Венеция, или Раскрытый заговор» (1681, «Дорсет Гарден»)

Перевод на русский язык Я. П. Козельского: Возмущение против Венеции : Трагедия, сочиненная господином Оттваем. СПб., 1764.
Трагедия «Спасённая Венеция, или Раскрытый заговор» ставилась и в XX веке:
- 1904 — Лессинг-театр (Берлин). Литературная обработка Г. Гофмансталя, пост. О. Брама и Г. Крэга.
- 1953 — Театр «Лирик» (Лондон). Пост. П. Брука.

## Издания на русском языке
- Отуэй, Томас. Трагедии / пер. с англ. Ильи Кутика. М.: Водолей, 2024. 608 стр. ISBN 978-5-91763-623-8